# Grotta di Cocceio
La grotta di Cocceio (detta anche grotta della Pace) è una galleria sotterranea, scavata sotto il monte Grillo, che collega Cuma con la sponda occidentale del lago d'Averno.

## Storia
L'opera, come testimonia anche Strabone, fu progettata e costruita intorno al 37 a.C. da Lucio Cocceio Aucto su commissione di Marco Vipsanio Agrippa, che ne volle la realizzazione per motivi militari: era necessaria infatti per collegare Cuma, fortificazione e punto di vedetta sul litorale domizio-flegreo, con il Portus Iulius, un'importante infrastruttura militare insistente sui bacini del lago d'Averno e del lago Lucrino, che canali artificiali progettati dallo stesso Cocceio collegavano tra loro e al golfo di Pozzuoli.

## Caratteristiche
Il traforo è interamente scavato nel tufo per poco meno di un chilometro, con sezione trapezoidale e andamento rettilineo leggermente in salita verso Cuma (il dislivello è circa 40 m). L'entrata orientale, sul lago, presenta un breve tratto con volta a tutto sesto in opus reticulatum ed era preceduta da un vestibolo ornato da colonne e statue, andato distrutto. La galleria prendeva luce ed aria da sei pozzi scavati nella collina (il più lungo dei quali era alto oltre trenta metri) ed era abbastanza larga da permettere il passaggio di due carri.

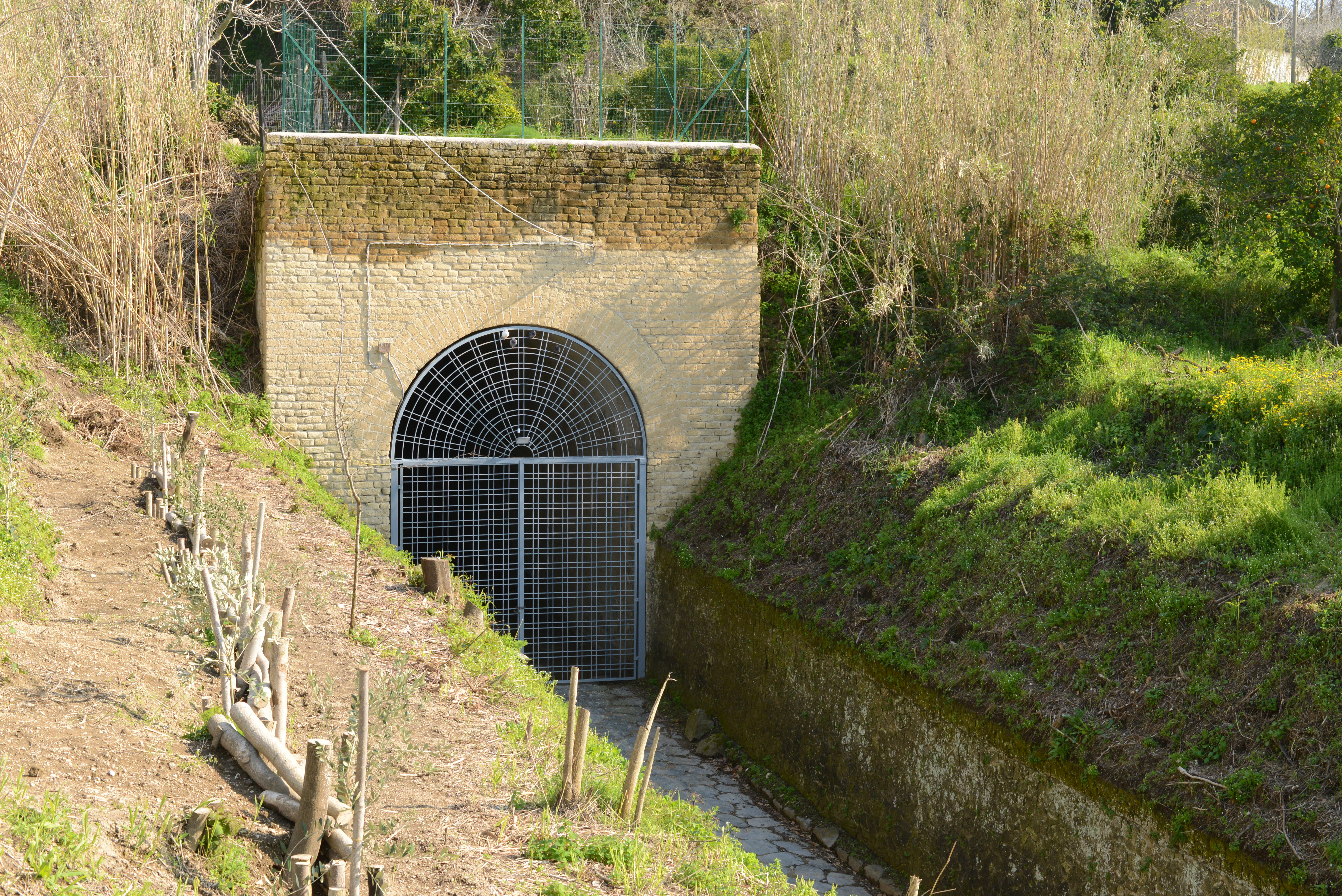
Entrata nord-ovest della Grotta

Parallelamente alla galleria carrabile, sul lato settentrionale, correva un acquedotto sotterraneo, anch'esso dotato di nicchie e pozzi verticali, per l'approvvigionamento idrico del porto.
Esso è anche chiamato  grotta della Pace: secondo una leggenda cinquecentesca un cavaliere spagnolo, tal Pietro di Pace, malconsigliato da maghi e chiromanti, avrebbe dilapidato i propri beni nella vana ricerca di un presunto tesoro ivi sepolto.
La galleria, caduta nell'oblio, fu ripristinata nell'Ottocento dai sovrani borbonici; durante la seconda guerra mondiale fu utilizzata come deposito di esplosivi e subì dei danni quando alcuni di questi esplosivi scoppiarono accidentalmente nel primo dopoguerra. In seguito ad importanti lavori di restauro e consolidamento iniziati a maggio 2017, la grotta dovrebbe essere riaperta al pubblico. Tuttavia, la presenza di cinque specie di chirotteri strettamente tutelate ai sensi del DPR 357/97 impone la realizzazione della valutazione d'incidenza per esaminare i potenziali effetti di una eventuale fruizione turistica del sito. L'apertura al pubblico in assenza di tale analisi infrangerebbe l'attuale normativa in materia di tutela della fauna rendendo il soggetto gestore del sito passibile di infrazione comunitaria. I lavori di stabilizzazione del sito sono inoltre stati condotti nel periodo estivo, coincidente con la fase riproduttiva dei chirotteri, azione che può aver avuto impatti significativi sullo stato di conservazione della colonia ivi presente.